# Pământ de Zăpadă

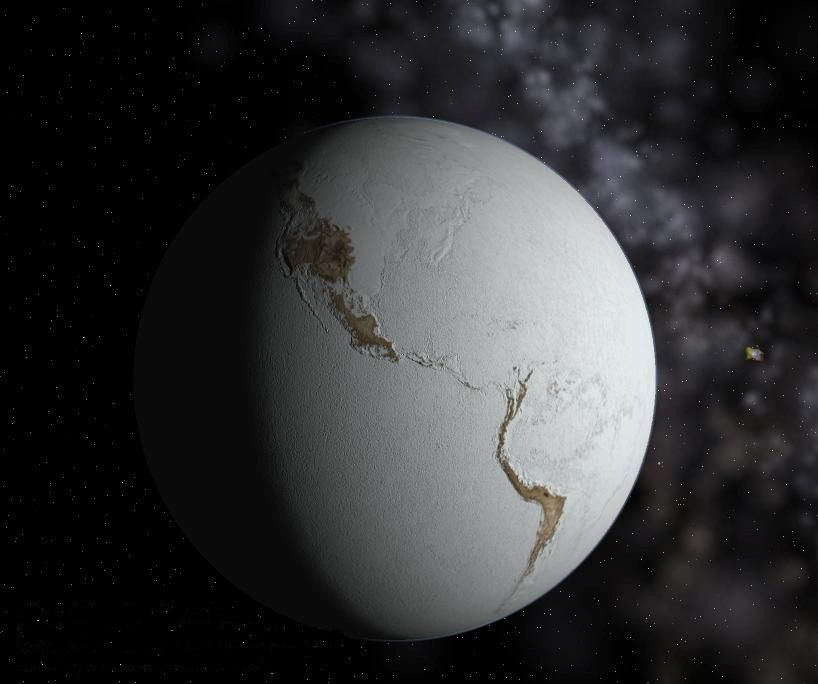
Impresie artistică a Pământului acoperit integral de ghețari, in timpul ipoteticei glaciațiuni globale. De notat faptul că poziția continentelor este cea modernă.

Expresia Pământul ca un "bulgăre de zăpadă" (tradus din engleza - Snowball Earth) este o parabolă alegorică folosită pentru a ilustra o ipoteză care enunță faptul conform căruia suprafața Pământului a fost acoperită, conform unora complet iar a altora parțial de ghețari, in perioada unei din cele mai mari glaciațiuni pe care Pământul a cunoscut-o, cu aproximativ 650 de milioane de ani în urmă. Această ipoteză este în general acceptată de către comunitatea de geologi, deoarece este cea mai bună explicație a existenței depozitelor de origine glaciară, descoperite în zone localizate la paleolatitudini tropicale, precum și alte aspecte greu de explicat ale arhivei geologice. Oponenții acestei ipoteze argumentează împotriva unei glaciații globale, in special pe baza considerentelor de natură fizică conform cărora ar rezulta imposibil de a ieși dintr-o glaciație totală (ca de exemplu cea al satelitului Jovian Europa). Numeroase probleme generate de această ipoteză rămân nesoluționate, in special legate de faptul că Pământul ar fost în întregime un bulgăre de zăpadă sau a existat o bandă ecuatorială permanentă (sau sezonieră) de apă lichidă expusă la suprafață. 
Episoadele "Pământ de Zăpadă" au avut loc înainte de aparenta diversificare rapidă a formelor de viață multicelulare, cunoscută sub numele de Explozia Cambriană. Cel mai recent episod "Pământ de Zăpadă" ar fi putut declanșa evoluția vieții multicelulare. Un alt episod, petrecut anterior acestuia și mai de durată, glaciația Huroniană, a avut loc între 2,4-2,1 miliarde de ani în urmă, e posibil să fi fost declanșată apariția oxigenului în atmosferă. 